# Леонове (Ровеньківський район)
Леонове (до 2016 року — Червоний Жо́втень) — село в Україні, в Антрацитівській міській громаді Ровеньківського району Луганської області. Населення становить 137 осіб. Орган місцевого самоврядування — Дяківська сільська рада.

## Населення
За даними перепису 2001 року населення села становило 137 осіб, з них 82,48 % зазначили рідною українську мову, а 17,52 % — російську.

### Мова
Розподіл населення за рідною мовою за даними перепису 2001 року:
| Мова       | Кількість | Відсоток |
| ---------- | --------- | -------- |
| українська | 113       | 82.48%   |
| російська  | 24        | 17.52%   |
| Усього     | 137       | 100%     |

## Люди
В селі народився Бунін Микола Леонтійович (нар. 1924) — український скульптор.